# Sbouya
Sbouya (franska: Sbouya (CR), Sbouya (Commune Rurale), arabiska: مير لفت) är en kommun i Marocko.   Den ligger i provinsen Sidi Ifni och regionen Guelmim-Oued Noun, 600 km sydväst om huvudstaden Rabat. Antalet invånare är 5 019.